# Franciszek Sobczak
Franciszek Sobczak (ur. 4 października 1939 w Katowicach, zm. 24 kwietnia 2009 tamże) – polski szermierz-szablista, inżynier, sędzia międzynarodowy, działacz sportowy, olimpijczyk z Meksyku 1968. Pochowany na cmentarzu katolickim przy ul. Francuskiej w Katowicach.

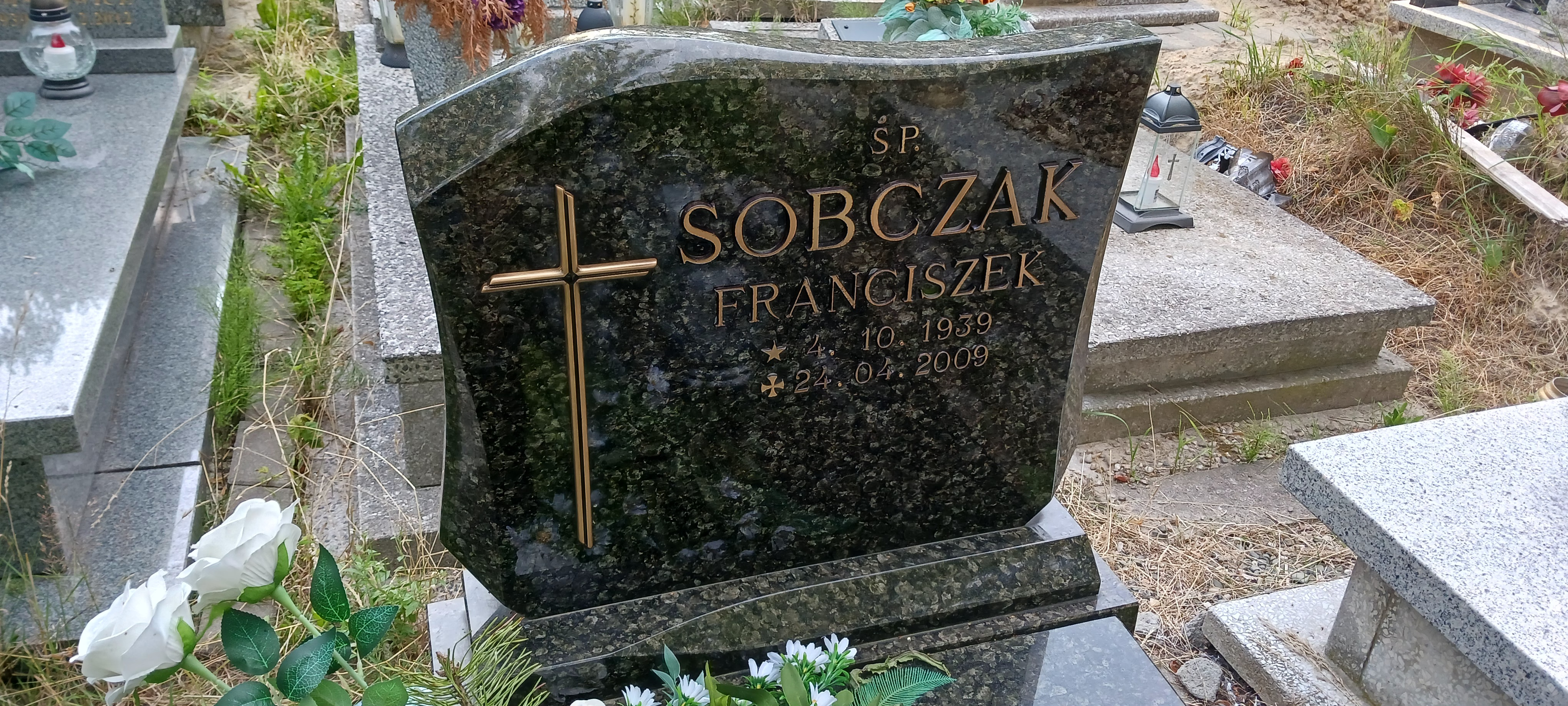
Grób Franciszka Sobczaka na cmentarzu katolickim przy ul. Francuskiej w Katowicach.

## Życiorys
Zawodnik klubu Baildon Katowice
Był wielokrotnym medalistą mistrzostw Polski zarówno indywidualnie (6) jak i drużynowo (12):
- złoty
  - indywidualnie w roku 1973[4],
- srebrny[2]
  - drużynowo w roku 1967,
- brązowy[2]
  - drużynowo w latach 1964, 1969

W roku 1961 podczas mistrzostw świata zdobył złoty medal w turnieju drużynowym szablistów (partnerami byli Jerzy Pawłowski, Wojciech Zabłocki, Emil Ochyra, Ryszard Zub, Jerzy Wandzioch).
Na igrzyskach w roku 1968 był członkiem drużyny szablistów (pozostałymi członkami drużyny byli: Zygmunt Kawecki, Józef Nowara, Emil Ochyra, Jerzy Pawłowski), która w turnieju drużynowym zajęła 5. miejsce.
Był trenerem w sekcji szermierczej klubu GKS Katowice
Po zakończeniu kariery zawodniczej był sędzią międzynarodowym oraz działaczem Polskiego Związku Szermierczego.